# Symvolí
Symvolí (Symvoli) är en ort i Grekland.   Den ligger i prefekturen Nomós Serrón och regionen Mellersta Makedonien, i den nordöstra delen av landet, 300 km norr om huvudstaden Aten. Symvolí ligger 31 meter över havet och antalet invånare är 252.
Terrängen runt Symvolí är varierad.Runt Symvolí är det ganska glesbefolkat, med 34 invånare per kvadratkilometer. Närmaste större samhälle är Dráma, 16,5 km nordost om Symvolí. Trakten runt Symvolí består till största delen av jordbruksmark.